# Сербия в Первой мировой войне

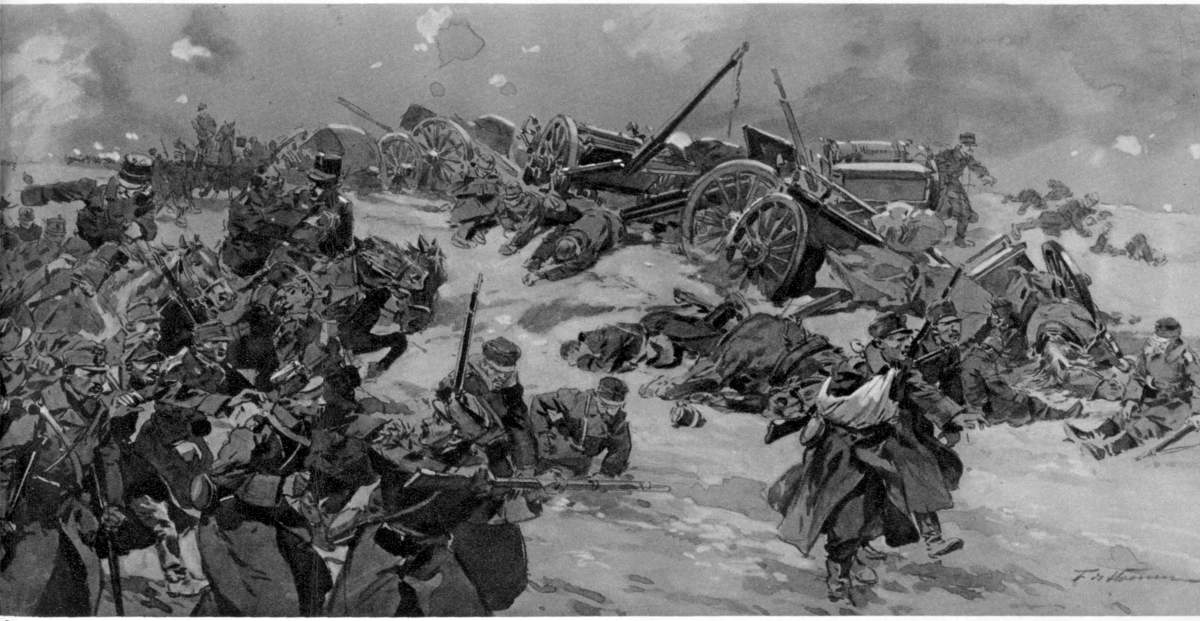
Фредерик де Ханен. Австро-венгерский разгром: гибельный марш под градом сербской артиллерии, 1914 год

Королевство Сербия вступило в Первую мировую войну на стороне Антанты, после того, как Австро-Венгрия напала на Сербию 28 июля 1914 года, и участвовало в боевых действиях до окончания войны в ноябре 1918 года. Несмотря на свои относительно небольшие размеры и численность населения, Сербия стала примером наиболее эффективной мобилизации гражданского населения в Первой мировой войне. В армию было призвано 350 тысяч мужчин (из общего населения в 4,6 миллионов), из которых 185 тысяч принимали активное участие в боевых действиях. Однако людские потери и расходы боеприпасов поставили Сербию в прямую зависимость от иностранных поставок, в первую очередь из Франции.

## Боевые действия

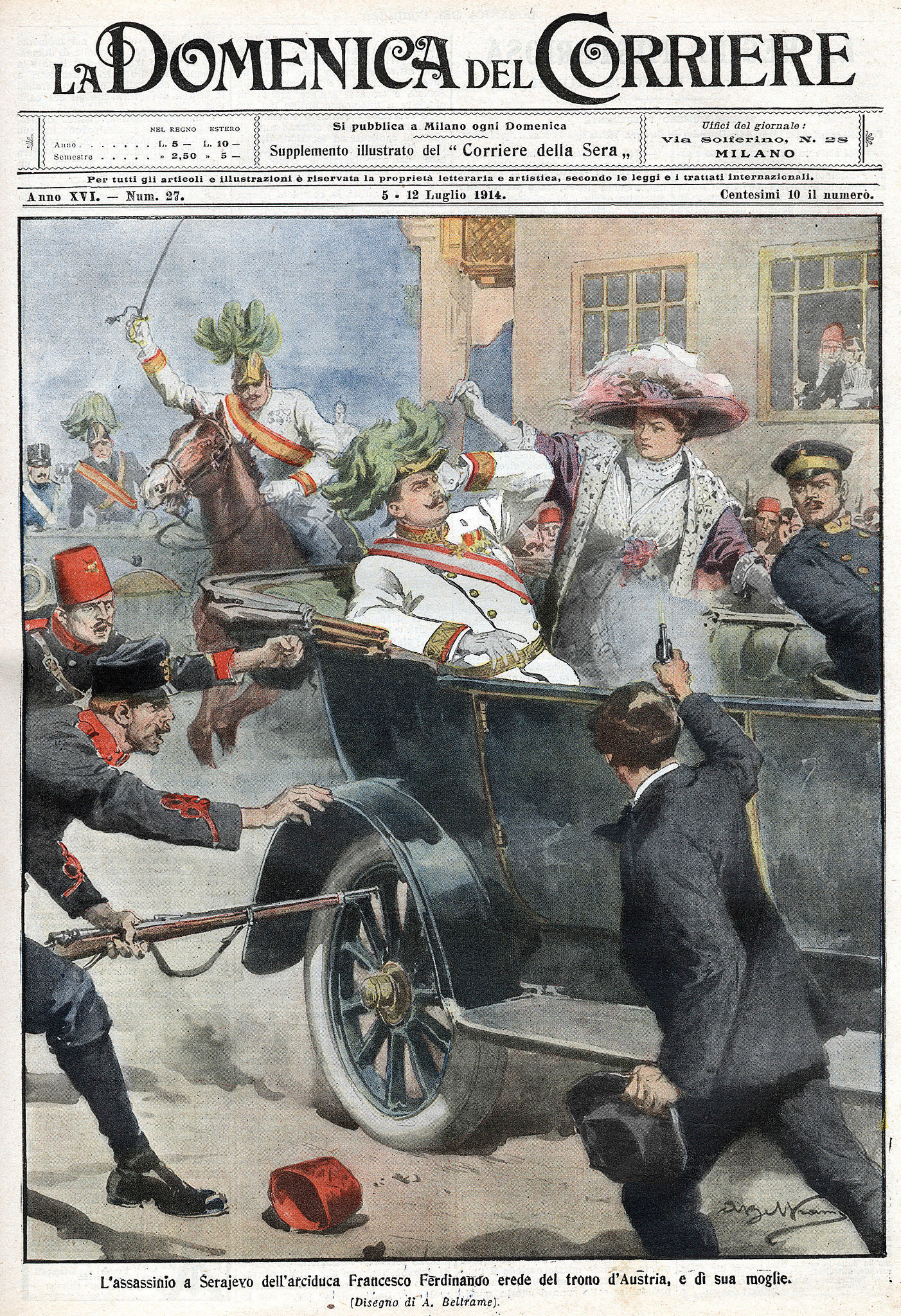
Сараевское убийство кисти Бертрам, Ашиль на обложке итальянского журнала «La Domenica del Corriere» от 12 июля 1914 года

28 июня 1914 года в Сараево участником революционной организации «Млада Босна» («Молодая Босния») сербом Гаврилой Принципом были убиты наследник австро-венгерского престола Франц-Фердинанд и его жена герцогиня София Гогенберг. Это стало поводом для объявления Австро-Венгрией ультиматума. Сербская сторона согласилась со всеми условиями последнего, кроме права представителей австрийского правительства участвовать в расследовании инцидента — фактически, от ввода на территорию Сербии австрийских войск для «установления порядка». Австро-Венгрия обвинила Сербию в неискренности и объявила ей войну, что послужило толчком к началу Первой мировой войны.
2 декабря 1914 года австро-венгерским войскам удалось занять находившийся на границе Белград, однако уже 15 декабря сербы отбили столицу и вытеснили австрийцев со своей территории. К осени 1915 года германские и австрийские войска получили возможность переброски на Балканский полуостров большого количества войск. Кроме того, Болгария объявила войну государствам Антанты и вступила в боевые действия против Сербии. К концу декабря сербские войска покинули территорию Сербии, уйдя в Албанию, откуда в январе 1916 года их остатки были эвакуированы на остров Корфу и в Бизерту. Англо-французские войска в декабре 1915 года отошли на территорию Греции, к Салоникам, где смогли закрепиться, образовав Салоникский фронт по границе Греции с Болгарией и Сербией. Кадры сербской армии (до 150 тысяч человек) были сохранены и весной 1916 года усилили Салоникский фронт.
В 1917 году состоялось Топлицкое восстание сербов, которое освободило на короткое время область между горами Копаоник и рекой Южная Морава. Восстание было подавлено совместными усилиями болгарских и австрийских войск в конце марта 1917 года.
Салоникский фронт сначала был в основном статичным. Французские и сербские войска отвоевали ограниченную область Македонии — Битолу 19 ноября 1916 в результате кровопролитной наступательной Монастирской операции, которая привела к стабилизации фронта.
В 1918 году сербские и французские войска, наконец, прорвали фронт, после чего большинство немецких и австро-венгерских войск отступило. Этот прорыв был значительным в победе над Болгарией и Австро-Венгрией, что привело к окончательной победе в мировой войне. Болгары потерпели единственное поражение в войне в битве при Добро Полем, но за несколько дней до этого они решительно победили британские и греческие войска в Дойранской битве, благодаря чему избежали оккупации. После прорыва союзников Болгария капитулировала 29 сентября 1918 года. Гинденбург и Людендорф пришли к выводу, что стратегический и оперативный баланс теперь смещается решительно против Центральных держав, и на следующий день после болгарского краха, во время встречи с представителями правительства, настаивали на срочном мирном урегулировании.
Исчезновение македонского фронта означало, что дорога на Будапешт и Вену теперь открыта для 670 000 солдат армии генерала Франше д´Эспере, которая после болгарской капитуляции лишила Центральные державы 278 пехотных батальонов и 1500 орудий (эквивалент от 25 до 30 немецких дивизий), которые раньше держали фронт. Немецкое верховное командование отправило только семь пехотных и одну кавалерийскую дивизию, но этих сил было не достаточно для стабилизации фронта.
Сербская армия, опираясь на поддержку британских и французских войск, освободила Сербию за две недели до конца войны. После окончания войны ею были получены под контроль Срем, Бачка, Баранья, Восточная Славония, Босния и Герцеговина и восточная Далмация.

## Потери
Данные о потерях Сербии в ходе войны сильно разнятся в зависимости от источника. По официальным югославским данным 1924 года потери сербской армии составили убитыми — 365 тыс. солдат и офицеров. Однако советский демограф Б. Ц. Урланис даёт цифру потерь сербской армии более чем вдвое ниже — 165 тыс. человек убитыми, умершими от ран и пропавшими без вести. Также значительные потери понесло гражданское население. По данным New York Times, в 1915 году только 150 000 человек погибло от жесточайшей эпидемии тифа в мировой истории, которая разразилась на территории Сербии. С помощью Американского Красного Креста и 44 иностранных государств вспышка была взята под контроль до конца года

## Беженцы
В октябре 1915 года поток сербских беженцев устремился в Румынию. Всего на территорию этого государства перешли около 10 тыс. сербов-беженцев, большинство из которых разместились в пограничном Турну-Северине. Австрийский консул предложил помощь в обустройстве беженцев. В декабре 1915 года — январе 1916 года болгарские и австрийские власти открыли границу в районе Кладово, благодаря чему значительная часть беженцев на русские деньги смогла вернуться. В Румынии остались около 5 тыс. беженцев. Беженцы получали значительную помощь от российской Экспедиции особого назначения (которая помимо прочего пыталась вербовать молодых мужчин, способных носить оружие, для отправки в Россию) и Румынского Красного креста. В октябре 1916 года беженцы-сербы из Турну-Северина были перевезены в Россию (в Елисаветград). Весной 1917 года в Елисаветграде насчитывалось 1138 беженцев из Сербии, в том числе 320 детей, 518 женщин и 300 мужчин.

## Результаты
Результат войны для Сербии был неоднозначным. С одной стороны, война на стороне победившей коалиции позволила объединить южные славянские земли в Королевство сербов, хорватов и словенцев (будущую Югославию), а также отрезать значительные куски территории от проигравших Австрии, Венгрии и Болгарии. С другой стороны, потери мужского населения в Сербии были катастрофически высокими, из-за чего Сербии оказалось не под силу удерживать доминирующее положение в Югославии, которую раздирали этнические конфликты вплоть до 2-й мировой войны.

## В популярной культуре
- Чарльстон для Огненки — фильм, в котором обыграны катастрофические для Сербии результаты войны